# Dissochondrus
Dissochondrus là một chi thực vật có hoa trong họ Hòa thảo (Poaceae).

## Loài
Chi Dissochondrus gồm các loài: